# Бібліотека по вулиці Володимирській 62 у Києві

Філія № 1

Філія № 1, вигляд з території університету

Будівля бібліотеки на вулиці Володимирській, 62 у Києві — пам'ятка архітектури. Є одним із корпусів Національної бібліотеки України ім. В. Вернадського НАН України.
Споруджувалася в 1914–1917, 1929–1930 роках. Архітектори Василь Осьмак, Павло Альошин. Стиль — неокласицизм.
З 1930 року у будинку містилася Всенародна бібліотека України при ВУАН.
У бібліотеці працювали:
- літературознавець, архівіст, бібліограф Микола Геппенер (1930–1938);
- композитор, співак, музичний критик Олександр Дзбанівський (1930–1938);
- бібліотекознавець, сходознавець В. Іваницький (1930–1933);
- історик, археограф, картограф Веніамін Кордт (1930–1934);
- літературознавець, бібліограф, чл.-кор. АН УРСР Сергій Маслов (1930–1937);
- бібліограф, літературознавець, критик Юрій Меженко (1945–1948);
- історик, археограф, чл.-кор. АН УРСР Микола Петровський (1934–1936);
- літературознавець, фольклорист, книгознавець, славіст, чл.-кор. АН УРСР Павло Попов (1930–1934);
- історик, бібліограф Микола Сагарда (1930–1932).